# فهرست میراث جهانی در لیتوانی
میراث جهانی در لیتوانی تا تاریخ ۲۰۲۵ شامل ۵ اثر ثبت‌شدهٔ فرهنگی در کشور لیتوانی توسط میراث جهانی است. سایت‌های میراث جهانی سازمان آموزشی، علمی و فرهنگی ملل متحد، یونسکو مکان‌هایی هستند که دارای اهمیت فرهنگی یا طبیعی هستند، همان‌طور که در پیمان‌نامه میراث جهانی، که در سال ۱۹۷۲ تأسیس شده، شرح داده شده است. جمهوری لیتوانی این کنوانسیون را در تاریخ ۳۱ مارس ۱۹۹۲ پذیرفت و از آن هنگام، مکان‌های طبیعی و فرهنگی لیتوانی دارای شرایط برای گنجانده شدن در فهرست میراث جهانی هستند.
تا تاریخ ۲۰۲۵، پنج سایت میراث جهانی در لیتوانی قرار دارند که همهٔ آن‌ها فرهنگی هستند و همچنین یک اثر در فهرست آزمایشی قرار دارد. نخستین سایت میراث جهانی که در لیتوانی ثبت شد، شهر قدیمی ویلنیوس در سال ۱۹۹۴ بود و پس از آن نواره کورونی در سال ۲۰۰۰، کرناوه در سال ۲۰۰۴، هلال ژئودزی اشترووه در سال ۲۰۰۵ و ساختمان‌های نوگرایانه کاوناس در سال ۲۰۲۳ افزوده شدند. دو سایت نواره کورونی با روسیه و هلال ژئودزی اشترووه با نه کشور دیگر مشترک هستند.
در سال ۲۰۱۱، محوطه باستان‌شناسی کرناوه وضعیت «حفاظت افزایش‌یافته» را از کمیته حفاظت از اموال فرهنگی به علت بروز درگیری‌های مسلحانه دریافت کرد. «حفاظت افزایش‌یافته» یکی از ویژگی‌های پروتکل دوم کنوانسیون لاهه ۱۹۵۴ برای حفاظت از اموال فرهنگی در صورت بروز درگیری‌های مسلحانه است.
شبه‌جزیره کُرونیان یکی از آسیب‌پذیرترین نقاط در لیتوانی و منطقه دریای بالتیک است، جایی که تغییرات گرمایش جهانی می‌تواند اثرات جبران‌ناپذیری به همراه داشته باشد. این قطعه از همه طرف با آب احاطه شده و تحت تأثیر بادهای شدید قرار دارد، همیشه با نیروهای طبیعت دست و پنجه نرم کرده است. با این حال، مردم هیچ‌گاه از تلاش برای زندگی در اینجا دست نکشیده‌اند و همچنان به کارهای گسترده‌ای برای محافظت و تثبیت تپه‌های شنی ادامه می‌دهند. این منطقه فرهنگی که از سال ۲۰۰۰ در فهرست میراث جهانی یونسکو قرار دارد.

## میراث جهانی
یونسکو سایت‌ها را با ده معیار فهرست می‌کند. هر ورودی باید حداقل یکی از معیارها را داشته باشد.
| # | نگاره                                                   | نام                     | موقعیت                    | سال ثبت | ش ثبتمعیارها       | شرح | منبع                 |
| ۱ | نگاهی از بالا به بقایای استحکامات در بالای یک رودخانه.  | شهر قدیمی ویلنیوس       | ویلنیوس                   | ۱۹۹۴    | ۵۴۱ (ii) (iv)      | ویلنیوس از سدهٔ سیزدهم تا پایان سدهٔ هجدهم میلادی مرکز سیاسی دوک‌نشین بزرگ لیتوانی بود. مرکز تاریخی شامل مکان‌هایی مانند مجموعه دژهای ویلنیوس (سه‌تا قلعه که نخستین قلعه قدمت ۱۰۰۰ساله دارد؛ برج گدیمیناس در تصویر) و ناحیهٔ قرون وسطایی محصور در دیوار می‌شود. نقشهٔ خیابان‌ها محوری است و سرآغاز آن از قلعهٔ اصلی بوده است. با وجود حمله‌های سرشمار از خارج و ویرانی بخش‌هایی از بناها، در این شهر ساختمان‌ها با سبک‌های معماری گوناگونی مانند گوتیک، رنسانس، باروک و نئوکلاسیک حفظ شده‌اند. مکان‌های تاریخی شامل میدان کلیسای جامع، تالار شهر و مجموعهٔ دانشگاه ویلنیوس می‌شوند | [ ۹ ]                |
| ۲ | تپه شنی، یک مسیر چوبی و یک تابلو چوبی.                  | نواره کورونی            | نرینگا و ناحیه کلایپدا    | ۲۰۰۰    | ۹۹۴ (v)            | نواره کورونی، یک تل شنی ۹۸ کیلومتری (زبانه ساحلی) است که کولاب کورونی را از دریای بالتیک جدا می‌کند. این نواره از دوران پیشاتاریخی سکونت‌پذیر بوده است. چوب‌بری‌های شدید در سده‌های ۱۷ و ۱۸ میلادی باعث حرکت تل‌های شنی به سوی کولاب شد و در این حین، سکونتگاه‌های کهن را در خود دفن کرد. کار تثبیت تپه‌ها در سدهٔ نوزدهم آغاز شد و تاکنون ادامه دارد. کارهای تثبیت شامل ساخت خط الراس محافظت از تپه‌ها و همچنین کاشت درختان و پرچین‌ها می‌شود. با گذشت زمان برخی از روستاهای باستانی ماهیگیران، به تفرجگاه‌های گردشگری با فانوس‌های دریایی، اسکله، کلیسا، مدرسه و ویلا تبدیل شده است. این منطقه همچنین به دلیل گیاهان و جانوران ماسه‌ای و به عنوان مسیر مهاجرت پرندگان مهم است. بخش شمالی نواره در لیتوانی و بخش جنوبی در استان کالینینگراد روسیه است. | [ ۱۰ ]               |
| ۳ | تل‌های پوشیده از چمن. پله‌هایی که به برخی از تل‌ها می‌رسند. | سایت باستان‌شناسی کرناوه | ناحیه شیروینتوس           | ۲۰۰۴    | ۱۱۳۷ (ii)(iv)      | ناحیهٔ نزدیک کرناوه از هزاره‌های هشتم و نهم پیش از میلاد تاکنون مدام تحت سکونت بوده است و چندین لایه باستان‌شناختی از دوران گوناگون وجود دارد. بقایای قرون وسطایی کرناوه از سدهٔ سیزدهم که کرناوه آن زمان شهر فئودال مهمی به‌شمار می‌رفت، از جمله برجسته‌ترین بقایای باستان‌شناسی به‌شمار می‌رود. این شهر سامانهٔ دفاعی گسترده‌ای داشته و بخش‌هایی از آن (پنج قلعهٔ تپه‌ای) تا به امروز دیده می‌شوند. کرناوه در سدهٔ چهاردهم به دست شوالیه‌های تتونیک ویران شد اما سکونت انسانی تا به امروز ادامه یافت. در سال ۱۹۸۹ یک ذخیره‌گاه فرهنگی ساخته شد. | [ ۱۱ ]               |
| ۴ | ستون سنگی سیاه و نرده سفید رنگی که محل را مشخص می‌کنند.  | هلال ژئودزی اشترووه     | پانمونلیس، نمنچینه، نمژیس | ۲۰۰۵    | ۱۱۸۷ (ii)(iii)(vi) | هلال ژئودزی اشترووه مجموعه‌ای از نقاط مثلثی و سه‌تایی است که بیش از ۲٬۸۲۰ کیلومتر (۱٬۷۵۰ مایل) از هامرفست در نروژ تا دریای سیاه طول دارد. هر کدام از این نقاط، مکان دیگری را تنها با زوایای آن از نقاط شناخته شده در هر دو انتهای خط پایه ثابت به جای فواصل تا نقطه به‌طور مستقیم مانند سه لایه اندازه‌گیری می‌کنند. با ساخت این نقاط از شمال در فنلاند تا جنوب در مولداوی، یک نصف‌النهار همراه با اندازه و شکل زمین اندازه‌گیری شد. این نقاط توسط ستاره‌شناس آلمانی، اشترووه برای یک پژوهش نقشه‌برداری ساخته شدند که برای نخستین بار اندازه‌گیری دقیق بخش طولانی از یک نصف النهار و همراه با آن اندازه و شکل زمین را انجام داد و در کل ۲۶۵ نقطه بودند. میراث جهانی شامل ۳۴ نقطه از این هلال در ده کشور (از شمال به جنون: نروژ، سوئد، فنلاند، روسیه، استونی، لتونی، لیتوانی، بلاروس، مولداوی و اوکراین) می‌شود که سه تا از این نقاط در استونی قرار دارند. | [ ۱۲ ]               |
| ۵ | یک ساختمان قهوه‌ای رنگ از دهه ۱۹۳۰ در جلو.               | معماری نوگرا کاوناس     | کاوناس                    | ۲۰۲۳    | ۱۶۶۱ (iv)          | در طول دوره میان‌دوجنگ، پایتخت تاریخی لیتوانی، یعنی شهر ویلنیوس، به دست لهستان افتاد و کاوناس به عنوان پایتخت موقت لیتوانی برگزیده شد. این امر، انگیزه‌ای برای پیشرفت ساخت و ساز شد زیرا تمام زیرساخت‌های حیاتی برای کشوری نو باید ساخته می‌شد. سبک معماری این دوره، ترکیبی از سنت‌های ملی و تأثیرات معاصر خارجی بود تا سبکی محلی از معماری مدرن شکل گرفت. بیش از ۶٬۰۰۰ ساختمان از این دوره تا کنون وجود دارند، مانند: کلیسای رستاخیز مسیح، اداره پست مرکزی کاوناس، ساختمان بانک لیتوانی و ساختمان باشگاه افسران پادگان کاوناس | [ ۱۳ ] [ ۱۴ ] [ ۱۵ ] |

## فهرست آزمایشی
علاوه بر سایت‌های موجود در فهرست میراث جهانی، کشورهای عضو می‌توانند فهرستی از سایت‌های آزمایشی را که ممکن است برای نامزدی در نظر بگیرند، در این فهرست قرار دهند. نامزدها در فهرست میراث جهانی تنها در صورتی پذیرفته می‌شوند که سایت قبلاً در فهرست آزمایشی قرار داشته باشد.
تا سال ۲۰۲۵، لیتوانی یک اثر در فهرست آزمایشی خود دارد.
| # | نگاره                                                                                             | نام                    | موقعیت | سال ثبت | ش ثبتمعیارها | شرح | منبع   |
| ۱ | قلعه‌ای از آجر قرمز در پس‌زمینه. دریاچه‌ای در جلو. پلی چوبی با گردشگران. قایق‌های بادبانی روی دریاچه. | پارک ملی تاریخی تراکای | تراکای | ۲۰۰۳    | ۱۸۲۱         | پارک ملی تاریخی تراکای، یک چشم‌انداز فرهنگی با جنگل، دریاچه، تپه‌های یخ‌رفت (که پس از آخرین عصر یخبندان شکل گرفت) و مناطق کشاورزی است. این زیستگاه‌های متنوع، سکونتگاه چندین گونهٔ نادر گیاهی و جانوری است. سکونت انسان‌ها در این ناحیه به سال ۴۰۰۰ پیش از میلاد می‌رسد. نخستین بار در سدهٔ چهاردهم به شهر تراکای اشاره شد. دو قلعه برای محافظت ساخته شدند: قلعه جزیره تراکای و قلعه شبه‌جزیره تراکای. در سدهٔ پانزدهم، به تراکای حقوق ماگدبورگ داده شد. این شهر از لحاظ قومیتی نیز متنوع بود؛ جوامع گوناگونی از کاراییم‌ها، تاتارها، لیتوانیایی‌ها، روس‌ها، یهودیان و لهستانی‌ها آنجا زندگی می‌کردند. | [ ۱۷ ] |